# 錫達鎮區 (伊利諾伊州諾克斯縣)
錫達鎮區（英語：Cedar Township）是位於美國伊利諾伊州諾克斯縣的一個行政鎮區。

## 地方資料
根據2010年美國人口普查的數據，錫達鎮區的面積為93.80平方千米，當中陸地面積為93.20平方千米，而水域面積為0.60平方千米。當地共有人口3144人，而人口密度為每平方千米33.52人。